# Elección del líder del Partido Liberal Democrático de Japón de 2006

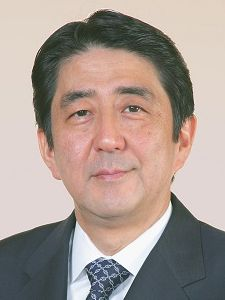
Shinzõ Abe

Dentro del Partido Liberal Democrático de Japón se realizó una elección para escoger el líder del partido, el 20 de septiembre de 2006 luego de que el incumbente líder y primer ministro Junichiro Koizumi anunciara su renuncia, un año después de que el condujera la victoria del partido en una elección espontánea. Shinzō Abe ganó la elección, (renunciando un año después tras una nueva elección de líder.
Sus competidores principales para obtener la posición fueron Sadakazu Tanigaki y Tarō Asō. Yasuo Fukuda fue un contendiente inicial, pero finalmente decidió no correr. El antiguo primer ministro Yoshirō Mori, cuya facción se encontraba entre las de Abe y Fukuda, declaró que la facción apoyaría a Abe.
Abe fue elegido primer ministro con 339 de 475 votos en la Cámara Baja de la Dieta y una mayoría en la Cámara Alta.

## Resultados
| Candidatos        | Miembros | Partido | Total |
| ----------------- | -------- | ------- | ----- |
| Shinzō Abe        | 267      | 197     | 464   |
| Sadakazu Tanigaki | 66       | 36      | 102   |
| Tarō Asō          | 69       | 67      | 136   |
| Total             | 402      | 300     | 702   |